# Нешперейра (Синфайнш)
Нешперейра (порт. Nespereira) — район (фрегезия) в Португалии, входит в округ Визеу. Является составной частью муниципалитета Синфайнш. По старому административному делению[какому?] входил в провинцию Дору-Литорал. Входит в экономико-статистический субрегион Тамега, который входит в Северный регион. Население составляет 2217 человек на 2001 год. Занимает площадь 38,48 км².
Покровителем района считается Святая Маринья (порт. Santa Marinha).